# Kirchdorf (distrito)
| Distrito de Kirchdorf                                          |                                          |
| Estado                                                         | Alta Áustria                             |
| Capital                                                        | Kirchdorf an der Krems                   |
| Área                                                           | 1.239,79 km²                             |
| População                                                      | 55 806 habitantes (1 de janeiro de 2010) |
| Densidade                                                      | 45 hab./km²                              |
| Website                                                        | Site oficial                             |
| Localização de Distrito de Kirchdorf no estado de Alta Áustria |                                          |
|                                                                |                                          |

Kirchdorf é um distrito da Áustria localizado no estado da Caríntia.

## Cidades e municípios
Kirchdorf possui 23 municípios, sendo um deles, a capital Kirchdorf an der Krems, com estatuto de cidade (Stadtgemeinde) e seis com estatuto de mercado (Marktgemeinde):
| Cidade: - Kirchdorf an der Krems Mercados: - Kremsmünster - Micheldorf - Molln - Pettenbach - Wartberg an der Krems - Windischgarsten | Municípios: - Edlbach - Grünburg - Hinterstoder - Inzersdorf im Kremstal - Klaus an der Pyhrnbahn - Nußbach - Oberschlierbach - Ried im Traunkreis - Rosenau am Hengstpaß - Roßleithen - Schlierbach - Spital am Pyhrn - St. Pankraz - Steinbach am Ziehberg - Steinbach an der Steyr - Vorderstoder |

|  |